# Calyptranthes carinata
Calyptranthes carinata är en myrtenväxtart som beskrevs av Maria Lucia Kawasaki och Bruce K. Holst. Calyptranthes carinata ingår i släktet Calyptranthes och familjen myrtenväxter.
Artens utbredningsområde är Peru. Inga underarter finns listade i Catalogue of Life.